# Nagyhalom
Nagyhalom (1899-ig Nagy-Sztraczin, szlovákul: Veľké Straciny) község Szlovákiában, a Besztercebányai kerületben, a Nagykürtösi járásban.

## Fekvése
Nagykürtöstől 6 km-re délkeletre, az Ipoly-menti dombvidék északkeleti részén, a Sztracini-patak tölgy, bükk és akácerdőkkel szegélyezett völgyében fekszik.

## Története
1236-ban "Stracin" néven említik először, Hont várának tartozéka volt. A 14. század első felében a szécsényi uradalomhoz tartozott.
1554 és 1593 között török uralom alatt állt. Ezután több nemesi család birtokolta. Lakói mezőgazdasággal, állattartással foglalkoztak, a 18. század elejétől megindult a szőlőtermesztés is.
A 19. században a Szemere család birtokában találjuk. 1828-ban 26 házában 255 lakos élt.
Fényes Elek szerint "Nagy-Sztraczin, tót falu, Nógrád vmegyében, igen közel az elébbeni faluhoz, szinte jobbára evang. lak. Többen birják." 
A trianoni békeszerződésig Nógrád vármegye Balassagyarmati járásához tartozott.

## Népessége
| Év:            | 1994. | 2004.    | 2014.    | 2024.   |
| -------------- | ----- | -------- | -------- | ------- |
| Emberek száma: | 172   | 153      | 175      | 173     |
| Eltérés:       |       | -11,04 % | +14,37 % | -1,14 % |

| Év:            | 2023. | 2024.   |
| -------------- | ----- | ------- |
| Emberek száma: | 174   | 173     |
| Eltérés:       |       | -0,57 % |

1910-ben 333 lakosából 295 szlovák és 38 magyar.
2001-ben 164 lakosából 160 szlovák volt.
2011-ben 162 lakosából 146 szlovák.

## Nevezetességei

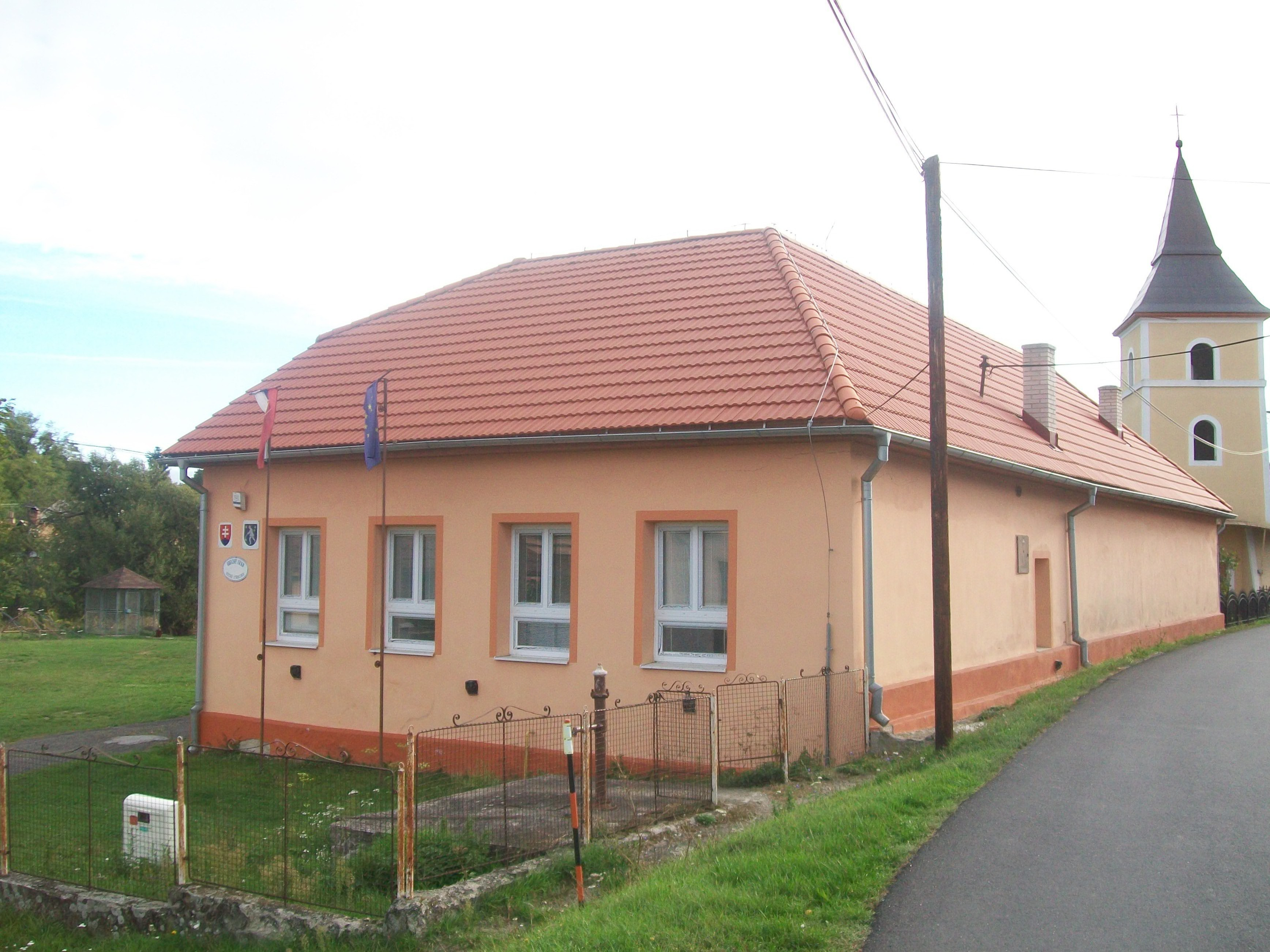
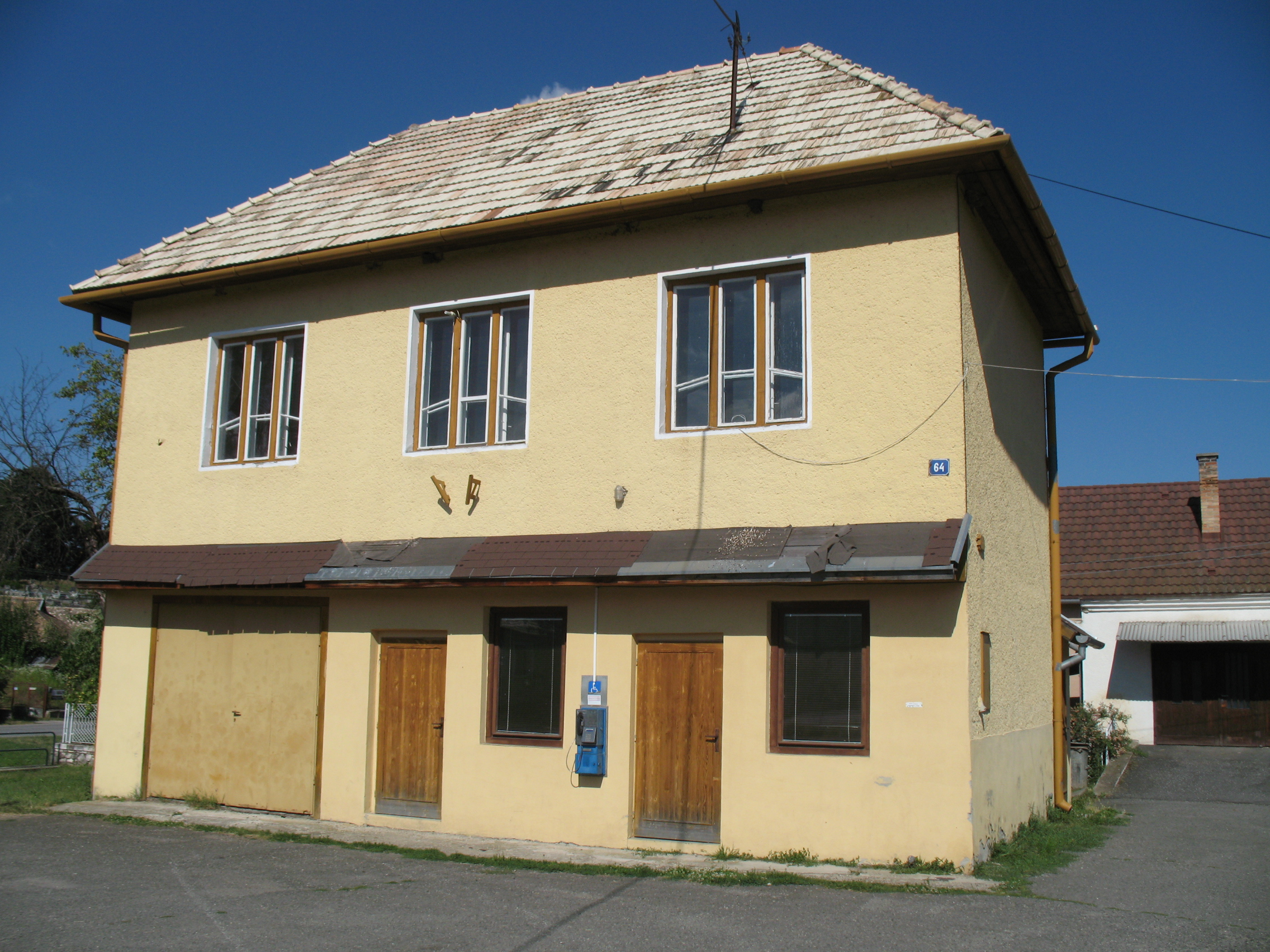
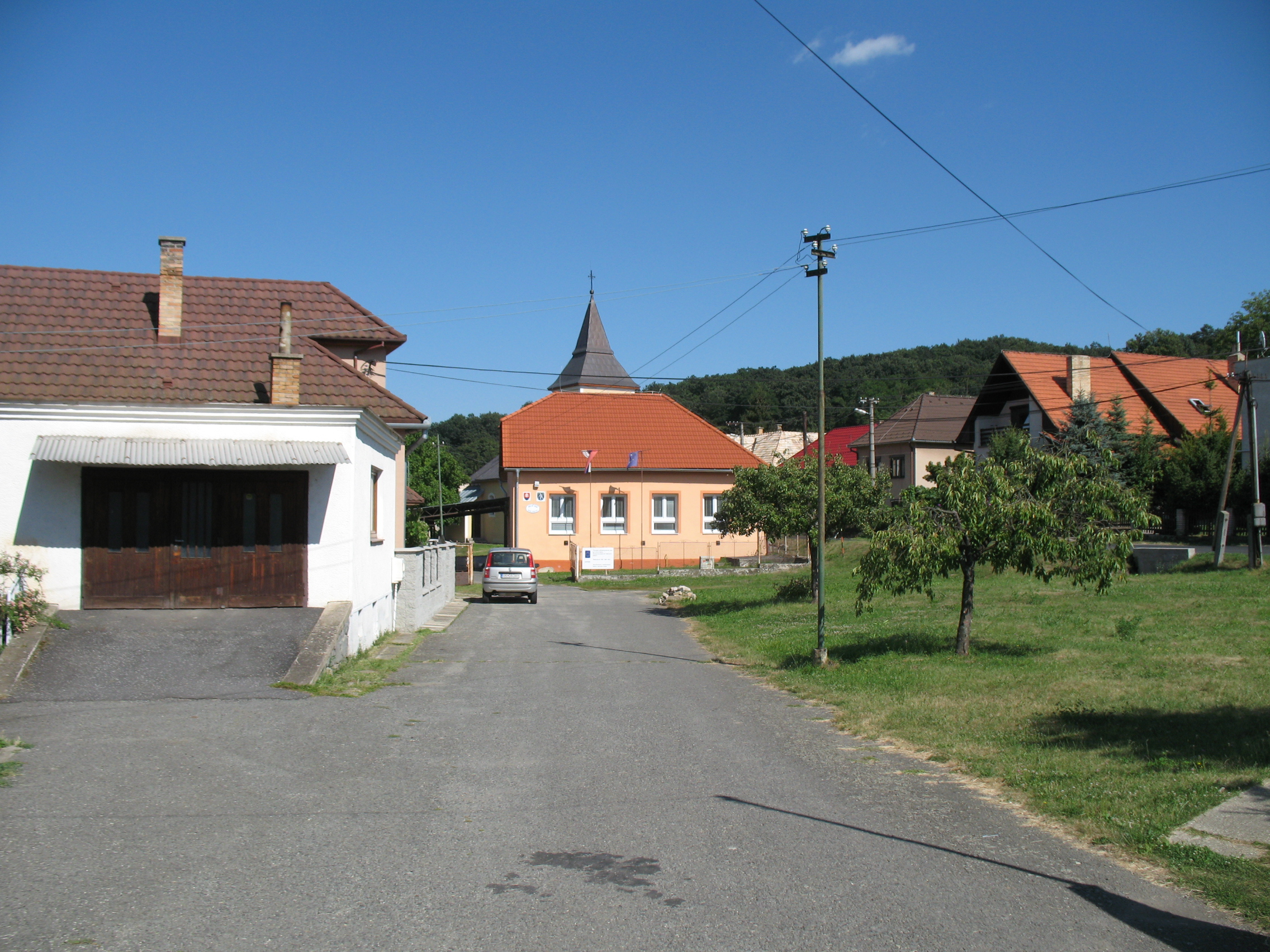

- Evangélikus temploma 1776-ban épült, a 19. század második felében megújították.
- Kastélya a 17. század végén épült, ma romokban áll.